# Anna Klasen
Anna Klasen (* 15. November 1993) ist eine deutsche Tennisspielerin. Ihre jüngere Schwester Charlotte ist ebenfalls Tennisprofi.

## Karriere
Klasen begann mit fünf Jahren mit dem Tennisspielen und bevorzugter den Hartplatz. Ihre Profikarriere begann 2010 mit ersten Teilnahmen bei ITF-Turnieren. Ihren ersten Turniersieg konnte sie 2013 beim $10.000-Turnier von Brüssel feiern. Sie spielt überwiegend auf Turnieren des ITF Women’s Circuit, bei denen sie bereits zwei Titel im Einzel und 15 im Doppel gewinnen konnte, fünf davon zusammen mit ihrer Schwester.
In der deutschen Tennis-Bundesliga spielt Klasen seit 2012 für den TC Blau-Weiss Berlin, mit dem sie 2012 in die erste Liga aufstieg und dort 2013, 2014 und 2015 spielte.

## Turniersiege

### Einzel
| Nr. | Datum            | Turnier | Kategorie   | Belag     | Finalgegnerin       | Ergebnis      |
| --- | ---------------- | ------- | ----------- | --------- | ------------------- | ------------- |
| 1.  | 1. Juli 2013     | Brüssel | ITF $10.000 | Sand      | Jewgenija Paschkowa | 6:3, 6:3      |
| 2.  | 3. November 2014 | Sousse  | ITF $10.000 | Hartplatz | Mandy Wagemaker     | 4:6, 7:5, 6:4 |

### Doppel
| Nr. | Datum              | Turnier       | Kategorie   | Belag             | Partnerin               | Finalgegnerinnen                         | Ergebnis         |
| --- | ------------------ | ------------- | ----------- | ----------------- | ----------------------- | ---------------------------------------- | ---------------- |
| 1.  | 5. Juli 2013       | Brüssel       | ITF $10.000 | Sand              | Charlotte Klasen        | Michaela Boev Anastassija Wassyljewa     | 6:1, 6:3         |
| 2.  | 17. August 2013    | Ratingen      | ITF $10.000 | Sand              | Carolin Daniels         | Bernice van de Velde Karolina Wlorarczak | 7:5, 6:2         |
| 3.  | 28. September 2013 | Antalya       | ITF $10.000 | Sand              | Lena-Marie Hofmann      | Kamonwan Buayam Barbora Štefková         | 6:2, 6:2         |
| 4.  | 12. Oktober 2013   | Antalya       | ITF $10.000 | Sand              | Charlotte Klasen        | Assija Dair Lee Hua-chen                 | 7:62, 6:2        |
| 5.  | 23. November 2013  | Castellon     | ITF $10.000 | Sand              | Martina Colmegna        | Lucia Cervera-Vazquez Zhu Aiwen          | 6:1, 5:7, [10:5] |
| 6.  | 3. Oktober 2014    | Pula          | ITF $10.000 | Sand              | Charlotte Klasen        | Marie Benoît Kimberley Zimmermann        | 6:3, 4:6, [10:8] |
| 7.  | 18. Oktober 2014   | Pula          | ITF $10.000 | Sand              | Charlotte Klasen        | Diana Buzean Raluca Elena Platon         | 6:2, 6:3         |
| 8.  | 25. Oktober 2015   | Antalya       | ITF $10.000 | Sand              | Charlotte Klasen        | Anna Bondár Rebeka Stolmár               | 6:4, 6:4         |
| 9.  | 20. August 2016    | Leipzig       | ITF $25.000 | Sand              | Nicola Geuer            | Michaela Hončová Olha Jantschuk          | 7:64, 7:5        |
| 10. | 29. Oktober 2016   | Stockholm     | ITF $10.000 | Hartplatz (Halle) | Laura-Ioana Andrei      | Mirjam Björklund Brenda Njuki            | 6:2, 6:2         |
| 11. | 30. März 2017      | Óbidos        | ITF $15.000 | Teppich           | Erika Vogelsang         | Olivia Nicholls Laura Sainsbury          | 6:4, 6:1         |
| 12. | 25. Mai 2018       | Oeiras        | ITF $15.000 | Sand              | Romy Kölzer             | Alba Carrillo Marin Claudia Cianci       | 6:3, 6:3         |
| 13. | 14. Juni 2019      | Kaltenkirchen | ITF $15.000 | Sand              | Gabriella Da Silva Fick | Albina Xabibulina Oana Georgeta Simion   | 6:4, 7:5         |
| 14. | 13. November 2021  | Helsingborg   | ITF W15     | Hartplatz (Halle) | Phillippa Preugschat    | Tatiana Barkova Natália Szabanin         | 1:6, 6:3, [11:9] |
| 15. | 27. August 2022    | Braunschweig  | ITF W25     | Sand              | Martina Colmegna        | Veronika Erjavec Weronika Falkowska      | 6:3, 2:6, [10:5] |